# Metropolija Ljubljana
Metropolija Ljubljana je poleg Metropolije Maribor ena izmed dveh cerkvenih pokrajin v Sloveniji. Obsega Gorenjsko, Dolenjsko, Notranjsko in Primorsko. Tvorijo jo tri škofije, in sicer Nadškofija Ljubljana, Škofija Koper in Škofija Novo mesto.
Vodi jo ljubljanski nadškof, ki je hkrati metropolit.

## Zgodovina
7. aprila 2006 je  papež Benedikt XVI. z apostolsko konstitucijo Sacrorum Antistites iz pristojnosti ljubljanske metropolije odvzel območja novoustanovljene Metropolije Maribor, ki se ozemeljsko prekrivajo z dotedanjo mariborsko-lavantinsko škofijo, ta je bila povišana v nadškofijo. Hkrati je na delu ljubljanske škofije ustanovil novo sufragansko škofijo, s sedežem v Novem mestu.

## Metropoliti
- Mihael baron Brigido (1788−1806)
- Jožef Pogačnik (1968/69−1980)
- Alojzij Šuštar (1980−1997)
- Franc Rode (1997−2004)
- Alojz Uran (2004−2009)
- Anton Stres (2009−2013)
- Stanislav Zore (OFM) (2014−danes)

### Organizacija
Od 1968/69 do 2006
- nadškofija Ljubljana
- škofija Maribor
- škofija Koper

Od aprila 2006
- nadškofija Ljubljana
- škofija Koper
- škofija Novo mesto